# هبة بن سليمان
هبة بن سليمان هو أمير المدينة المنورة، في المملكة العربية السعودية خلال فترة 773هـ حتي 782هـ.

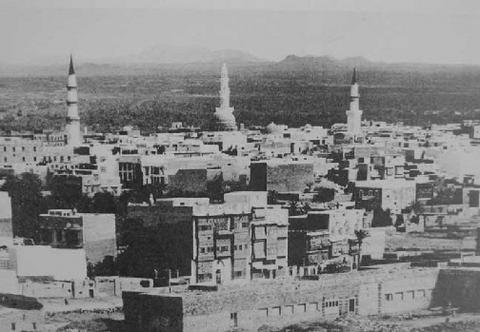
المدينة قديماً

## نسبه
هو الأمير هبة الله بن سليمان بن جماز بن منصور بن جماز بن شيحة بن هاشم بن قاسم بن مهنا بن حسين بن مهنا بن داود بن قاسم بن عبد الله بن عبيد الله بن طاهر بن يحيى بن الحسين بن جعفر بن عبد الله ابن الحسين بن زين العابدين بن الحسين بن علي بن أبي طالب.

## نبذه
حكم بالمذهب الشافعي واقام السنة فقد ظَفِرت السُّنَّة من البدعة وحَسُنُ الزمان وعرف زمن الأمير هبة بأنه زمن المذهب الشافعي فالسُّلطانُ شافعيٌّ، والقاضي شافعيٌّ، وشيخُ خدَّام الحرم شافعيٌّ، وهذا مِمَّا لم يُعهد في عصرٍ من الأعصار

## وصلات خارجية
بحوث ودرسات المدينة المنورة